# تشهاربيد سرتنغ (مقاطعة فيروزآباد)
تشهاربيد سرتنغ (بالفارسية: چهاربید سرتنگ) هي قرية تقع في قسم برزيتون الريفي في إيران. يقدر عدد سكانها بـ 179 نسمة .